# Dyamhunashi, Ron
Dyamhunashi là một làng thuộc tehsil Ron, huyện Gadag, bang Karnataka, Ấn Độ.